# Домбро сир Вер
Домбро сир Вер (фр. Dombrot-sur-Vair) насеље је и општина у североисточној Француској у региону Лорена, у департману Вогези која припада префектури Нефшато.
По подацима из 2011. године у општини је живело 254 становника, а густина насељености је износила 28,1 становника/km². Општина се простире на површини од 9,04 km². Налази се на средњој надморској висини од 360 метара (максималној 399 m, а минималној 310 m).

## Демографија
| 1962. | 1968. | 1975. | 1982. | 1990. | 2011. |
| ----- | ----- | ----- | ----- | ----- | ----- |
| 240   | 240   | 255   | 237   | 247   | 254   |

График промене броја становника у току последњих година